# Nova deca
Chansons représentant l'Serbie au Concours Eurovision de la chanson
In Too Deep
(2017) Kruna
(2019)
Nova deca (cyrillique : Нова деца – en français : « Nouveaux enfants ») est une chanson interprétée par le groupe serbe Sanja Ilić et Balkanika, sortie le 11 avril 2018.
C'est la chanson représentant la Serbie au Concours Eurovision de la chanson 2018 après avoir remporté la sélection nationale Beovizija 2018. Elle est interprétée en serbe (avec quelques phrases en dialecte torlakien, parlé dans le sud-est de la Serbie), le choix de la langue étant toutefois libre depuis 1999.

## Concours Eurovision de la chanson

### Sélection nationale
Le 20 février 2018, la chanson Nova deca de Sanja Ilić et Balkanika a été sélectionnée en remportant l'édition 2018 de la finale nationale serbe Beovizija (en), et sera ainsi la chanson représentant la Serbie au Concours Eurovision de la chanson de 2018.

### À Lisbonne
Lors de la deuxième demi-finale le 10 mai 2018, Nova deca est la 3e chanson interprétée sur 18 suivant Goodbye de la Roumanie et précédant Who We Are de Saint-Marin. Elle s'est qualifiée pour la finale en terminant neuvième parmi les dix chansons les mieux classées.
Nova deca est la 10e chanson interprétée lors de la finale, le 12 mai 2018, après Storm du Royaume-Uni et avant You Let Me Walk Alone de l'Allemagne. À l'issue du scrutin, la chanson s'est classée 19e sur 26 avec 113 points, incluant 38 points des jurys et 75 points des télévotes,.

## Liste des pistes
| 1. | Nova deca | 3:09 |

## Historique de sortie
| Région / Pays | Date          | Format                   | Label           |
| ------------- | ------------- | ------------------------ | --------------- |
| Monde entier  | 11 avril 2018 | Téléchargement numérique | Universal Music |